# Гаврило (река)
Гаврило — река в России, протекает по Павловскому району Воронежской области. Левый приток реки Осередь.

## География
Река Гаврило берёт начало у села Шувалов. Течёт на юго-запад по открытой местности, у посёлка Шкурлат 3-й поворачивает на северо-запад. Устье реки находится у села Елизаветовка в 10 км по левому берегу реки Осередь. Длина реки составляет 48 км, площадь водосборного бассейна — 423 км².

## Данные водного реестра
По данным государственного водного реестра России относится к Донскому бассейновому округу, водохозяйственный участок реки — Дон от города Лиски до города Павловск, без реки Битюг, речной подбассейн реки — бассейны притоков Дона до впадения Хопра. Речной бассейн реки — Дон (российская часть бассейна).
Код объекта в государственном водном реестре — 05010101012107000004326.